# John Mowat (administrateur collégial)
Pour les articles homonymes, voir John Mowat et Mowat.
John Oliver Mowat  (12 mai 1791-4 février 1860) est un marchand, soldat, enseignant et homme politique du Haut-Canada, future Ontario au Canada, d'origines écossaises.

## Biographie
Né à Mey (en) dans les Highlands en Écosse, Mowat se joint aux forces britanniques à l'âge de 16 ans. Servant dans la Guerre d'indépendance espagnole durant les guerres napoléoniennes, il arrive au Canada en 1814 et prend part à la Guerre de 1812.
Lorsque son Régiment est rappelé en Angleterre, il demeure au Canada et tente d'opérer une ferme à Kingston avant de devenir marchand et épicier. Marié en 1819, il devient directeur de la Commercial Bank of the Midland District, de la Kingston Building Society, de la Mutual Fire Insurance Company of the Midland District, de la Kingston Waterworks et de la Kingston Gas Light Compagny. Élu conseiller du canton en 1836, il sert également comme juge de paix. Mowat est également officier du bataillon de Kingston.
En 1829, il fait partie du groupe qui convainc le révérend John Cruickshank d'ouvrir une école à Kingston et qui deviendra l'Université Queen's. Il siégera alors dans le premier conseil d'administration du collège.
Il meurt à Kingston à l'âge de 68 ans.

## Famille
Son fils, Oliver Mowat, sert comme premier ministre de l'Ontario de 1872 à 1896. Son fils, John Bower Mowat, sera professeur de l'Université Queen's. Son petit-fils est le bibliothécaire Angus McGill Mowat et son arrière-petit-fils est l'écrivain Farley Mowat. Enfin, son petit-fils, John McDonald Mowat, sera brièvement maire de Kingston et tué à Vimy lors de la Première Guerre mondiale.